# Pseuduvaria dielsiana
Pseuduvaria dielsiana là loài thực vật có hoa thuộc họ Na. Loài này được Carl Adolf Georg Lauterbach miêu tả khoa học đầu tiên năm 1905 dưới danh pháp Goniothalamus dielsianus. Năm 1955 James Sinclair chuyển nó sang chi Pseuduvaria.

## Phân bố
Loài này có ở New Guinea.